# Elisabeth Kusian
Elisabeth Kusian (geb. Richter; * 8. Mai 1914 in Bornshain bei Schmölln; † 1958 in Berlin) war eine Krankenschwester aus Berlin, die 1949 im Westen Berlins zwei Menschen, einen Mann und eine Frau, ermordete. Sie zerteilte die Leichen und verteilte sie in der Stadt, vor allem im Ostteil der Stadt, wo sie nach und nach gefunden wurden. Nach Auffassung des Gerichts tötete sie aus Habgier.

## Mord und Verurteilung
Frau Kusian wohnte in Berlin-Charlottenburg. Sie lockte ihre Opfer durch fingierte Verkaufsanzeigen in die Wohnung und erdrosselte sie mit einer Wäscheleine. Ihre Kleidung als Krankenschwester half ihr dabei, das Vertrauen ihrer Opfer zu gewinnen. Danach nahm sie das Geld der Opfer an sich. Die beiden Opfer wurden von ihr mit chirurgischen Kenntnissen zerteilt und auf Brachgrundstücken und in Ruinen abgelegt.
Elisabeth Kusian war abhängig von den Medikamenten Pervitin und Morphin. Sie wurde im Januar 1951 während ihres Prozesses von Waldemar Weimann als psychiatrischem Gutachter begutachtet. Im Juni 1951 wurde sie 35-jährig vom Kriminalgericht Moabit zu einer zweimal lebenslangen Haftstrafe verurteilt. Sieben Jahre später starb sie in der Haft an Krebs.

## Adaptionen
Der Autor Horst Bosetzky hat den Fall in seinem Roman „Der kalte Engel – Dokumentarischer Kriminalroman aus dem Nachkriegs-Berlin“ literarisch verarbeitet. Elisabeth Kusian bekam zu Lebzeiten auch den Namen „Todesschwester“. Der Fall erregte großes öffentliches Interesse.